# Bill Lomas

Foto do motociclista britânico Bill Lomas (à direita) com John Surtees

Bill Lomas (Milford, 8 de março de 1928 – Mansfield, 14 de agosto de 2007) foi um motociclista britânico duas vezes campeão do mundo nas 350cc e duas vezes vencedor do TT da Ilha de Man.
Embora tenha sido um exímio competidor de trials e engenheiro, Lomas ficou mais conhecido por suas conquistas em campeonatos de velocidade no período de ouro dos britânicos nestas competições. Correndo com a equipe de fábrica da italiana Moto Guzzi, terminou com o título nas 350cc em 1955 e 1956 –– este sendo conquistado com a lendária Moto Guzzi V8 ––. Ainda em 1955, chegou a competir pelo título nas 250cc, mas ficando atrás de Hermann Paul Müller e Cecil Sandford. Neste ano de 1955, Lomas também venceu suas duas corridas pelo TT da Ilha de Man, nas categorias de Lightweight 250 e Junior TT. Em 1957 ele teve uma pequena participação no filme italiano I fidanzati della morte como um motoqueiro, ano que abandonou sua carreira por conta de um acidente.

## Ligação externa
- Perfil no site da MotoGP